# 上海海軍特別陸戰隊
上海海軍特別陸戰隊（日语：上海海軍特別陸戦隊），是大日本帝国海軍為了保護在中华民国上海市的利益，而組建的海軍陸戰隊，曾在1932年的一二八事變與1937年淞沪会战中與中華民國國民革命軍多次交手。這支部隊是1932年（昭和7年）以後，日本海軍唯一常設的陸上戰鬥部隊，簡稱上陸。

## 沿革

### 誕生前
20世紀前半，日本與其他欧美列強同樣在上海共同租界有相當多的居留民長住。為了居留民與保護日本在華利益，已有第一遣外艦隊在上海駐留，最初並沒有常駐的地面部隊。當需要地上部隊的時候，原則上會由艦隊的成員組成一般的陸戰隊登陸；兵力不足時，再從日本本土鎮守府臨時編成特別陸戰隊與大日本帝国陸軍增援。
1920年代中期，軍閥彼此征戰的風潮已經影響到上海周遭，也出現多起外國僑民或是租界區遭軍閥騷擾的事件；與中華民國素來有隙的日本無可避免地成為民族主義宣洩情緒的出口，也連帶讓日本在華僑民等安全受到重視，然而日本也注意到中國常駐兵力不足。因此，由日本帝國海軍所轄之吳鎮守府底下，組織一支能快速派遣到上海的常備陸上武力已成共識。
1927年（昭和2年）2月，國民革命軍北伐開赴上海附近，天龍號輕巡洋艦與第18驅逐隊、以及由吳鎮守府組成的「特別陸戰隊」派赴上海；這時候的特別陸戰隊編制只有1個大隊（300人），隨後逐步擴張。1927年3月，佐世保鎮守府及横須賀鎮守府各抽調1個大隊（2大隊共500人，未滿編）；並與防護巡洋艦「利根」艦長植松練磨大佐指揮下的「艦船陸戰隊」5個大隊（1400人）合組「聯合陸戰隊」。其後人數激增，最高峰時達到特別陸戰隊2300人與艦船陸戰隊2000人，與英軍6600人、美軍2800人、法軍500人共同擔任警備。在四一二事件期間，阻止敗軍攜械侵入租界，並解除其武裝。

### 常駐上海

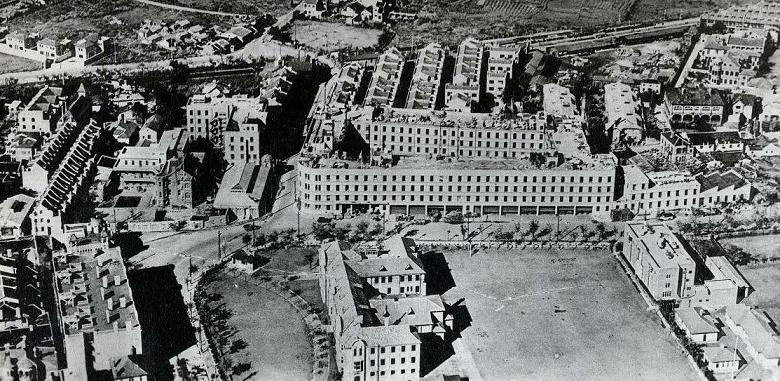
上海海軍特別陸戰隊本部，1樓是車庫。

1927年9月，上海周邊的戰鬥告一段落，情勢逐漸穩定，派遣的陸戰隊大多撤回日本本土。然而，有鑑於警備強化的必要性，特別陸戰隊的一部分兵力以上海陸戰隊為名留下，隸屬於第一遣外艦隊，其兵力在1928年（昭和3年）6月時約600人；九一八事變暴發後，再擴充至約900人，本部設置在較多日本人居住的虹口区。1929年，本部大樓落成，進口的維克斯·克羅斯利裝甲車也至少有7輛部署於此，之後這支部隊不滿足於守備上海租界，也偕同日本護喬四處征戰；在第二次山東出兵期間，上海陸戰隊也有200人出動。
1932年（昭和7年）1月，發生一二八事變，上海陸戰隊和中國的十九路軍爆發全面武裝衝突。當時上海陸戰隊的指揮官是鮫島具重大佐。在1月28日戰鬥開始後，戰前增派的2個大隊，共1800人的兵力也加入特別陸戰隊。2月2日事變擴大，上海陸戰隊編入新設的第三艦隊，並變更為第三艦隊司令長官的直屬部隊，指揮官改為由第三艦隊司令部任命的植松練磨少将，鮫島大佐改任參謀長。此時特別陸戰隊有自艦船陸戰隊增援的4個大隊、7個大隊與特科隊，和已發展成1個中隊兵力的漢口派遣隊。

### 正式編制
一二八事變停戰後，日軍決定在上海常駐一支陸戰武力，仍然由海軍方面組織。1932年10月1日，頒布了《海軍特別陸戰隊令》，駐上海部隊與本土鎮守府編制脫鉤獨立化；升格稱上海海軍特別陸戰隊，上海海軍特別陸戰隊為常設武力，有別於其它戰時增編的陸戰隊，因此有固定編裝、獨立主官；編制戰鬥人員約2個大隊，總編制規模約2,000人。
1937年（昭和12年）1月8日，日本海軍發布，方針決定在上海的特別陸戰隊員額為2,000人，並計劃在漢口配置200人。同年8月，發生淞沪会战，起因為上海特別陸戰隊第1中隊長大山勇夫中尉被中國方保安隊击毙。司令官大川内傳七少将率領上海特別陸戰隊再度與兵力優勢的中國軍交戰，並陷入苦戰，直到陸軍的上海派遣軍到達才勉強防衛成功。
其後，陸戰隊作為在華中方面的陸軍協力部隊，參加了揚子江遡江作戰（1938年）。太平洋战争至日本投降間，擔任大陸方面的警備部隊。除了實戰部隊的功能外，特別陸戰隊也擔任其他戰場的教育部隊工作。例如派遣到威克島防衛的第65警備隊，是由上海特別陸戰隊抽出1個大隊做為基幹編成的。
1945年（昭和20年），日本向同盟國投降，上海特別陸戰隊由中華民國國民革命軍解除武装，部隊廢除。

## 編制、装備
上海海軍特別陸戰隊各時期的編制不盡相同，如果有必要，它會歸入來自日本本土的增援部隊艦船陸戰隊指揮之下。儘管它用「大隊」作為編制單位，但比一般的特別陸戰隊規模還大的多。大多時轄下有2個中隊的兵力水平，但卻又比陸軍編制的步兵大隊規模要小。為彌補兵力缺口，特別陸戰隊的火力標準遠比一般日軍來得旺盛；除了依傍據點設置了各式火砲外，還讓步兵配備適合城鎮戰的德造MP18/28（伯格曼式）冲锋枪，此外還增編了輪型裝甲車、戰車等，可說是二戰開戰前日軍機械化程度最高的菁英部隊。《海軍特別陸戰隊令》制定時的員額是上海駐軍人員包含士官59名、特務士官・准士官54名、下士官・兵1867名，轄下還有漢口特別陸戰隊。
淞沪会战初期，上海地區的總兵力約2400名（包含由艦船陸戰隊增援的400名）、漢口部隊300名（包含增援人員100名）。上海地區的部隊是司令部大隊，由第1～6大隊編成，其中第4大隊是砲隊。主要装備是15cm榴弹炮4門、12cm榴弹炮4門、山砲12門、步兵炮4門、速射砲4門、高射砲4門、15cm迫擊砲8門、戰車4輛、裝甲車6輛、机枪車（配有机枪的邊車）9輛以上。
在太平洋戰争末期的1945年4月1日時，轄下實戰人員有士官53名、特務士官・准士官117名、下士官648名、兵2827名，若含在教育中的496名，合計有4141名人員。與部隊所在上海各處設施有關係的人員約800名，文職的「軍屬工員」約1900名、防衛隊員約6800名也歸於上海海軍特別陸戰隊指揮下，故陸戰時最多有近15000名兵力可以運用。上海地區的主要装備包括有15cm迫擊砲7門、12cm高角砲20門、8cm高角砲8門、75mm野戰高射砲4門、對空機関槍120門、機關槍138門、輕戰車3輛、裝甲車7輛、機槍車17輛。装甲車輛的總數，在日本投降時的引渡資料中記載為八九式中戰車2輛、卡登洛伊德輕型坦克1輛、隅田式裝甲自動車3輛、九三式裝甲自動車3輛、維克斯·克羅斯利裝甲車1輛。此外，投降時的引渡資料還記載有8cm迫擊砲40門（當中至少有28門是三式八糎迫擊砲）。

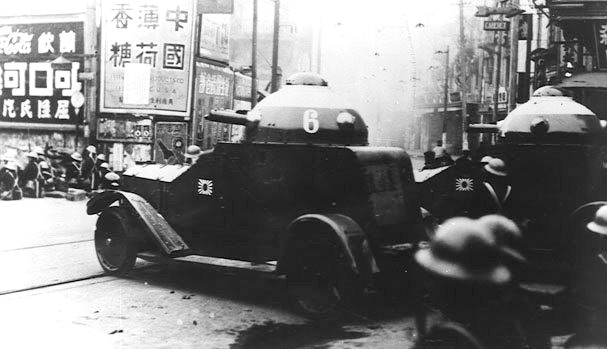
一二八事變中的維克斯·克羅斯利裝甲車（日语：ヴィッカース・クロスレイ装甲車）
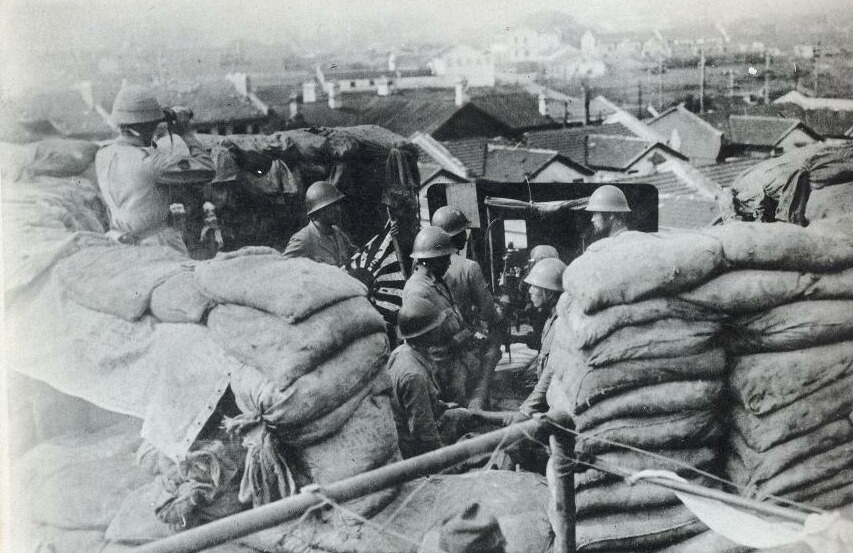
據守本部屋頂四一式山砲的陸戰隊員。
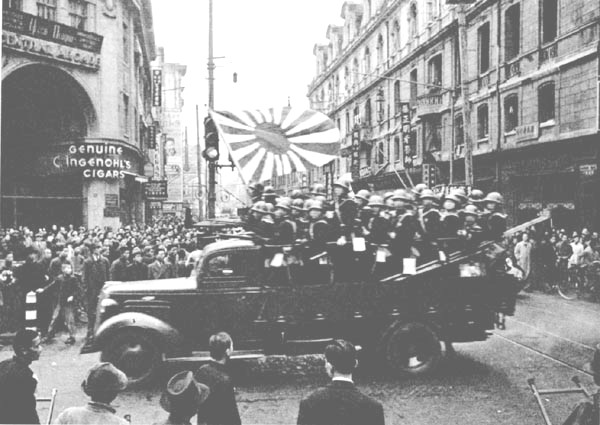
接收上海共同租界，向南京路的陸戰隊。位於南京東路與四川中路的交叉點，1941年十二月八日。

## 歷代司令官
上海陸戰隊指揮官
- 松本忠左 大佐：1927年8月20日－
- 柴山昌生 大佐：1929年12月7日－

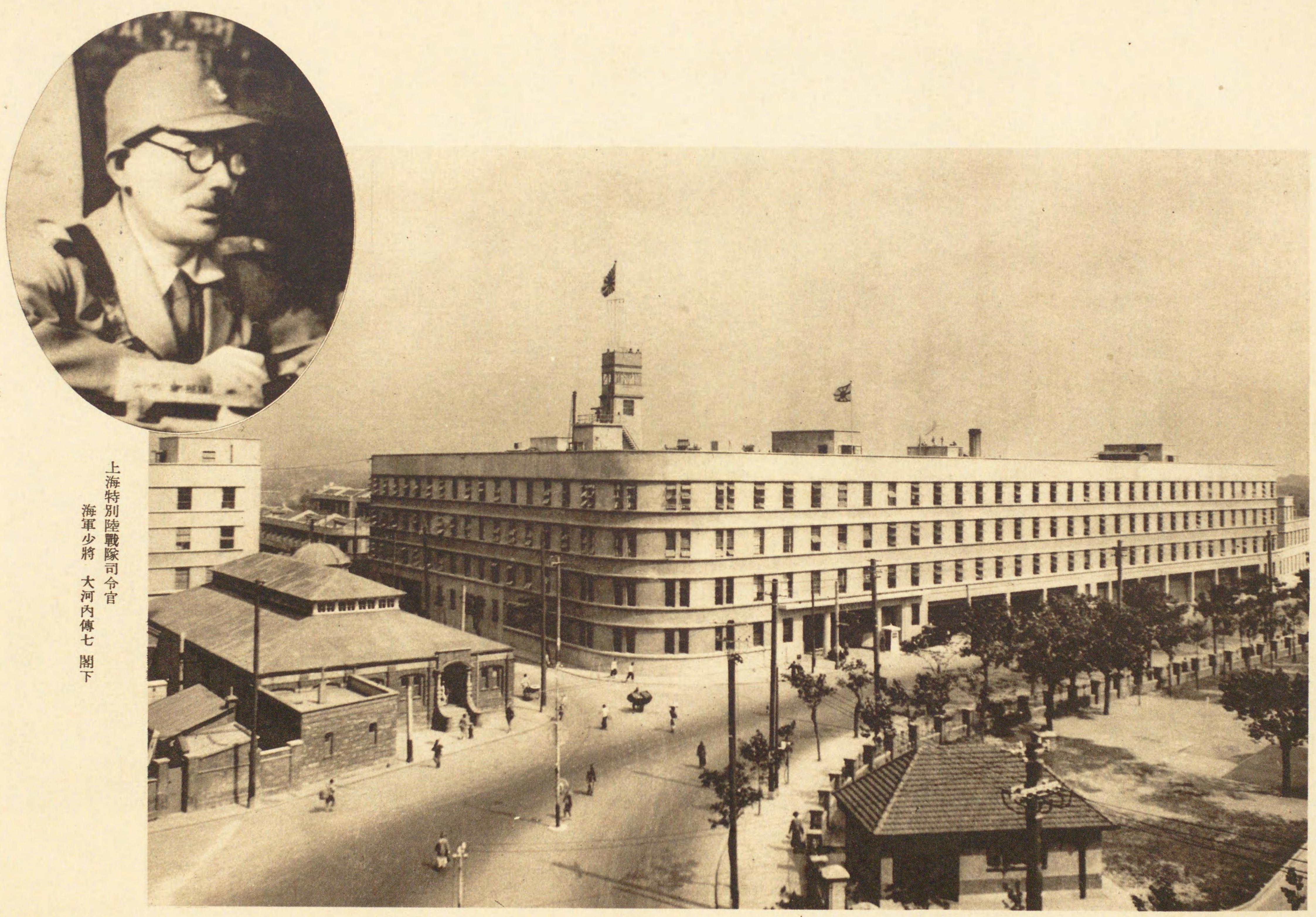
上海特別陸戰隊司令官 海軍少將 大川内傳七

- 鮫島具重（日语：鮫島具重） 大佐：1931年12月1日－
- 植松練磨 少将：1932年2月4日－
- 杉坂悌二郎（日语：杉坂悌二郎） 大佐：1932年6月6日－1932年10月1日

上海海軍特別陸戰隊司令官
- 杉坂悌二郎 大佐：1932年10月1日－
- 宇野積藏（日语：宇野積蔵） 少将：1933年11月15日－
- 荒木貞亮 少将：1934年11月15日－
- 近藤英次郎（日语：近藤英次郎） 少将：1935年12月2日－
- 大川内傳七（日语：大川内傳七） 少将：1936年11月16日－
- 宍戸好信 少将：1938年4月25日－
- 武田盛治（日语：武田盛治） 少将：1939年11月15日－
- （兼[14]）牧田覺三郎（日语：牧田覚三郎） 少将：1941年9月15日－
- （兼[14]）大野一郎 少将：1942年2月14日－
- （兼[14]）畠山耕一郎 少将：1943年6月1日－
- （兼[14]）鈴木長藏（日语：鈴木長蔵 (海軍軍人)） 少将：1944年3月20日－
- 勝野實（日语：勝野実） 少将：1944年8月18日－

### 引用
1. ↑  雨倉孝之 『帝国海軍士官入門』 光人社〈光人社NF文庫〉、2007年、83頁。
2. ↑  初期為了避免刺激，沒有攜帶武器，只有一部份以「警戒隊」名義登陸。
3. 1 2  『中国方面海軍作戦（1）』、185頁。
4. ↑  『中国方面海軍作戦（1）』、181頁。
5. ↑  『海軍 第12巻』、135頁。
6. ↑  然而在此期間，於上海又增派了200人、漢口100人。
7. ↑  『海軍 第12巻』、168頁。
8. ↑  海軍省軍務局「上海特別陸戦隊員定数増減表」亞洲歷史資料中心（JACAR） Ref.C05022391100
9. ↑  『海軍 12巻』、137頁。
10. ↑  上海海軍特別陸戦隊「自昭和二十年四月一日 至昭和二十年四月三十日 上海海軍特別陸戦隊戦時日誌」JACAR Ref.C08030765400
11. ↑  上海海軍特別陸戦隊「陸戦隊本部現有品目録　戦車・装甲車・機銃車の部」JACAR Ref.C08010830000
12. ↑  上海海軍特別陸戦隊「陸戦部隊本部プール現有品目録」JACAR Ref.C08010828300
13. ↑  上海海軍特別陸戦隊「商邱路第5倉庫現有品目録」JACAR Ref.C08010829100
14. 1 2 3 4  兼任上海方面根據地隊司令官